# Lichton
Lichton var en gammal skotsk adelsätt som inkom till Sverige med den skotske baronen Johan Lichton (död 1636). Ätten introducerades på Riddarhuset 1661 (mellan nuvarande ättenumren 680 och 681). Den upphöjdes i sin helhet till friherrevärdighet och introducerades som sådan 1675 (mellan nuvarande numren 67 och 68). 1687 upphöjdes ätten ånyo i sin helhet till grevevärdighet och introducerades som sådan 1689 med nummer 30. Ätten dog ut 1692 med Robert Lichton (1631–1692).

## Bemärkta ättemedlemmar
- Robert Lichton (1631–1692), landshövding i Jönköpings och Kronobergs län 1685-1687